# بروأوبيوميلانوكورت
بروأوبيوميلانوكورت (POMC) (بالإنجليزية: Proopiomelanocortin)‏ هو عديد ببتيد أولي يحتوي على 241 من بقايا الأحماض الأمينية. يُصنع البروأوبيوميلانوكورت في الخلايا القشرية للغدة النخامية الأمامية من عديد الببتيد الأولي الطويل المكون من 267 حمضًا أمينيًا، بري-بروأوبيوميلانوكورت (pre-POMC)، عن طريق إزالة تسلسل ببتيد إشعاري بطول 26 حمضًا أمينيًا أثناء الترجمة. يعتبر البروأوبيوميلانوكورت جزءًا من نظام الميلانوكورتين المركزي.

## الوظيفة
يُقطع (شق) البروأوبيوميلانوكورت لإنتاج العديد من الهرمونات الببتيدية. يُغلف كل من هذه الببتيدات في حويصلات ذات نواة كثيفة كبيرة تُطلق من الخلايا عن طريق الإخراج الخلوي استجابةً للتحفيز المناسب:
- يلعب هرمون تحفيز الخلايا الصبغية (α-MSH) الذي تنتجه الخلايا العصبية في النواة البطنية الإنسية أدوارًا مهمة في تنظيم الشهية (تحفيز خلايا البروأوبيوميلانوكورت العصبية يؤدي إلى الشبع[2]) والسلوك الجنسي، بينما هرمون تحفيز الخلايا الصبغية الذي يُفرز من الفص المتوسط للغدة النخامية ينظم حركة الميلانين المنتج من الخلايا الميلانية في الجلد.
- الهرمون الموجه لقشر الكظرية (ACTH) هو هرمون ببتيدي ينظم إفراز هرمون قشري سكري بشكل رئيسي من خلايا المنطقة الحزمية لقشرة الغدة الكظرية. يمكن للهرمون الموجه لقشر الكظرية أيضًا تنظيم إفراز الجونادوكورتيكويدات من خلايا المنطقة الشبكية لأنها تعبر أيضًا عن مستقبلات هرمون الموجه لقشر الكظرية.
- . β-إندورفين و [ميت] إنكيفالين هما ببتيدات أفيونية داخلية ذات تأثيرات واسعة النطاق في الدماغ.

## التركيب
يقع جين البروأوبيوميلانوكورت على الكروموسوم 2p23.3. يُعبر عن جين البروأوبيوميلانوكورت في كل من الفص الأمامي والمتوسط للغدة النخامية. يشفر هذا الجين سلائف هرمون عديد الببتيد مكون من 285 حمضًا أمينيًا، يخضع لمعالجة مكثفة خاصة بالأنسجة بعد الترجمة عبر الانقسام بواسطة إنزيمات شبيهة بالسوبتيليسين تعرف باسم محولات البروهرمون. يُصنع البروتين المشفر بشكل رئيسي في الخلايا القشرية في الغدة النخامية الأمامية، حيث تُستخدم أربعة مواقع انقسام؛ الهرمون الموجه لقشر الكظرية، الضروري لتكوين الستيرويد الطبيعي والحفاظ على الوزن الطبيعي للغدة الكظرية، وβ-ليبوتروبين هما المنتجات النهائية الرئيسية. ومع ذلك، هناك ما لا يقل عن ثمانية مواقع انقسام محتملة داخل سلائف عديد الببتيد، واعتمادًا على نوع الأنسجة والمحولات المتاحة، قد ينتج عن المعالجة ما يصل إلى عشرة ببتيدات نشطة بيولوجيًا تشارك في وظائف خلوية متنوعة. تتكون مواقع الانقسام من تسلسلات Arg-Lys، Lys-Arg، أو Lys-Lys. تشمل الإنزيمات المسؤولة عن معالجة ببتيدات البروأوبيوميلانوكورت محول البروهرمون 1 (PC1)، ومحول البروهرمون 2 (PC2)، وكاربوكسي ببتيداز اي (CPE)، وأحادي أكسيجيناز ببتيديل ألفا أميديتينج (PAM)، وN-أسيتيل ترانسفيريز (N-AT)، وبروليل كاربوكسي ببتيداز (PRCP).
تتضمن معالجة بروأبيوميلانوكورتين عمليات إضافة السكريات، والأسيتلة، والتشطير البروتيني المكثف في المواقع التي تحتوي على مناطق من تسلسلات البروتين الأساسية. ومع ذلك، فإن البروتيازات التي تتعرف على مواقع التشطير هذه تكون خاصة بالأنسجة. في بعض الأنسجة، بما في ذلك منطقة تحت المهاد، والمشيمة، والظهارة، قد تُستخدم جميع مواقع التشطير، مما يؤدي إلى ظهور ببتيدات لها أدوار في الألم والاستتباب، وتحفيز الخلايا الصبغية، وتعديل المناعة. وتشمل هذه العديد من الميلانوتروبينات المتميزة، والليبتروبينات، والإندورفينات الموجودة داخل ببتيدات الأدرينوكورتيكوتروبين وبيتا ليبوتروبين.
تُصنع عن طريق:
- الخلايا الموجهة القشرية في الغدة النخامية الأمامية
- الخلايا الميلانوتروبية في الفص المتوسط من الغدة النخامية
- الخلايا العصبية في النواة المقوسة في منطقة تحت المهاد[3]
- مجموعات أصغر من الخلايا العصبية في منطقة تحت المهاد الظهرية الوسطى وجذع الدماغ

- الخلايا الصبغية في الجلد

## التنظيم بواسطة نظم ليلي نهاري
تُنظم مستويات بروأبيوميلانوكورتين بشكل غير مباشر في بعض الحيوانات بواسطة نظم ليلي نهاري. ويُشار إليها بساعات الضوء خلال اليوم، وتتغير عبر الفصول. يعتمد تنظيمها على مسار هرمونات الغدة الدرقية الذي تُنظم مباشرة بواسطة الفترة الضوئية. مثال على ذلك هو قداد جونغاري الذي يشهد تغيرات فسيولوجية موسمية تعتمد على الفترة الضوئية. خلال الربيع في هذا النوع، عندما يكون هناك أكثر من 13 ساعة من الضوء في اليوم، يعزز إنزيم يود الثيرونين نازعة اليود 2 (DIO2) تحويل الهرمون الأولي ثيروكسين (T4) إلى الهرمون النشط ثلاثي يود الثيرونين (T3) عن طريق إزالة ذرة يود على الحلقة الخارجية. يسمح ذلك لثلاثي يود الثيرونين بالارتباط بمستقبل هرمون الغدة الدرقية (TR)، الذي يرتبط بدوره بعناصر استجابة هرمون الغدة الدرقية (TREs) في تسلسل الحمض النووي. يحتوي تسلسل المحفز القريب لبروأبيوميلانوكورتين على موقعين نصفيين لمستقبل الغدة الدرقية بيتا (1b): TCC-TGG-TGA وTCA-CCT-GGA، مما يشير إلى أن ثلاثي يود الثيرونين قد يكون قادرًا على تنظيم نسخ البروأبيوميلانوكورتين مباشرةً. لهذا السبب، خلال الربيع وأوائل الصيف، يزداد مستوى البروأبيوميلانوكورتين بسبب زيادة مستوى ثلاثي يود الثيرونين.
ومع ذلك، خلال الخريف والشتاء، عندما يكون هناك أقل من 13 ساعة من الضوء في اليوم، يزيل إنزيم يود الثيرونين نازعة اليود 3 ذرة يود، مما يحول الثيروكسين إلى ثلاثي يود الثيرونين معكوس غير نشط (rT3)، أو يحول ثلاثي يود الثيرونين النشط إلى ثنائي يود الثيرونين (T2). وبالتالي، هناك كمية أقل من ثلاثي يود الثيرونين، مما يمنع نسخ البروأبيوميلانوكورتين، مما يقلل من مستوياته خلال هذه الفصول.

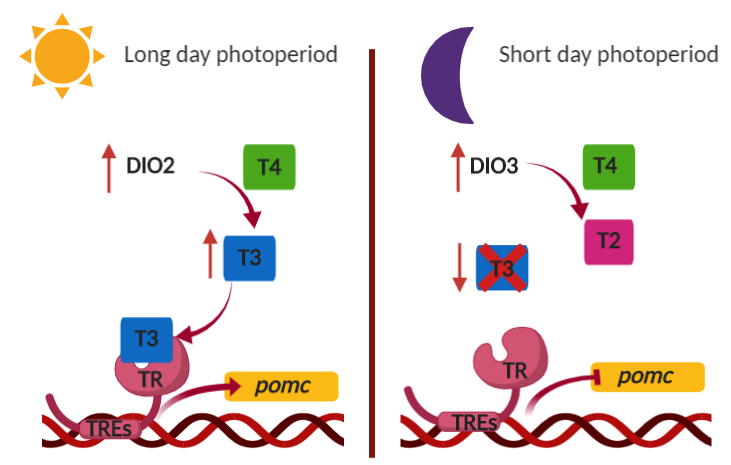
تنظيم البروأبيوميلانوكورتين بواسطة هرمونات فترة الضوء والغدة الدرقية

لم تُوثق تأثيرات الفترات الضوئية على التغيرات الغدية الصماء البيولوجية المماثلة ذات الصلة التي تُظهر تعديلات تنظيم هرمون الغدة الدرقية في البشر بشكل كافٍ بعد.

## المشتقات
الجزيء الكبير لبروأبيوميلانوكورتين هو مصدر العديد من المواد النشطة بيولوجيًا الهامة. يمكن شطر البروأبيوميلانوكورتين إنزيميًا إلى الببتيدات التالية:
- ببتيد الطرف الأميني لبروأبيوميلانوكورتين (NPP، أو برو-γ-MSH)
- α-ميلانوتروبين (هرمون تحفيز الخلايا الصباغية α، أو α-MSH)
- بيتا ميلانوتروبين (β-MSH)
- غاما-ميلانوتروبين (γ-MSH)
- 𝛿 -هرمون تحفيز الخلايا الصبغية ( 𝛿 -MSH، موجود في أسماك القرش[6])
- هرمون تحفيز الخلايا الصبغية ε (ε-MSH، موجود في بعض الأسماك العظمية[7])
- الكورتيكوتروبين (الهرمون الموجه لقشر الكظرية أو ACTH)
- ببتيد متوسط شبيه بالموجهة القشرية (CLIP)
- بيتا ليبوتروبين (β-LPH)
- جاما ليبوتروبين (γ-LPH)
- بيتا إندورفين
- ميت-إنكيفالين

على الرغم من أن الأحماض الأمينية الخمسة الطرفية لبيتا-إندورفين متطابقة مع تسلسل ميت-إنكيفالين، لا يُعتقد عمومًا أن بيتا-إندورفين يتحول إلى ميت-إنكيفالين. بدلاً من ذلك، يُنتج ميت-إنكيفالين من سلائفه الخاص، بروينكيفالين أ.
يحدث إنتاج هرمون تحفيز الخلايا الصبغية في البشر ولكن ليس في الفئران أو الجرذان بسبب غياب موقع المعالجة الإنزيمية في بروأبيوميلانوكورتين الخاص بالقوارض.

## الأهمية السريرية
رُبطت الطفرات في هذا الجين بالسمنة المبكرة، قصور الغدة الكظرية، وتصبغ الشعر الأحمر.
خلصت دراسة إلى أن تعدد الأشكال كان مرتبطًا بمستويات الأنسولين الصائم الأعلى لدى المرضى الذين يعانون من السمنة فقط. تدعم هذه النتائج فرضية أن مسار الميلانوكورتين قد يعدل استقلاب الجلوكوز في الأشخاص الذين يعانون من السمنة، مما يشير إلى تفاعل محتمل بين الجينات والبيئة. قد يكون متغير بروأبيوميلانوكورتين متورطًا في التاريخ الطبيعي للسمنة متعددة الجينات، مما يساهم في الصلة بين مرض السكري من النوع 2 والسمنة.
يعاني مرضى الإنتان من زيادة تركيزات بلازما بروأبيوميلانوكورتين المنتشرة. الأهمية السريرية قيد التحقيق حاليًا. أدى زيادة توافر الجلوكوكورتيكويد الجهازي عن طريق حقن الهيدروكورتيزون في الفئران المصابة بالإنتان إلى قمع الهرمون الموجه لقشر الكظرية، وهو منتج نهائي لبروأبيوميلانوكورتين، ولكن ليس إلى قمع البروأبيوميلانوكورتين.

## الكلاب
طفرة حذف شائعة في كلاب لابرادور ريتريفر وفلات-كوتد ريتريفر ترتبط بزيادة الاهتمام بالطعام والسمنة اللاحقة.

## هدف دوائي
يستخدم البروأوبيوميلانوكورتين كهدف لدواء يستخدم لعلاج السمنة لدى البشر. يعمل مزيج بوبروبيون ونالتريكسون عبر خلايا عصبية بروأوبيوميلانوكورتين في منطقة تحت المهاد لتقليل الشهية.
عُولج شخصين يعانيان من نقص البروأوبيوميلانوكورتين باستخدام سيتميلانوتيد، وهو ناهض مستقبلات الميلانوكورتين-4.

## التفاعلات
ثبت أن البروأوبيوميلانوكورتين يتفاعل مع مستقبل الميلانوكورتين 4. تشمل الناهضات الداخلية لمستقبل الميلانوكورتين 4 α-MSH وβ-MSH وγ-MSH وهرمون الموجه لقشر الكظرية. حقيقة أن هذه كلها نواتج انقسام البروأوبيوميلانوكورتين يجب أن تشير إلى آليات محتملة لهذا التفاعل.